# Герман I Мъгленски
Герман (на гръцки: Γερμανός, Германос) е православен духовник, митрополит на Охридската архиепископия.

## Биография
През декември 1762 година е избран за митрополит на Мъгленската епархия. В документа за изора му титлата му вече е мъгленски и катранишки (Μογλενών και Κατρανίτζης), тъй като в 1559 година седалището на епархията Нъте е потурчено и митрополитът се мести в Катраница.
Остава на катедрата до април 1767 година.